# Falsa partenza
Nello sport, la falsa partenza è una partenza compiuta dall'atleta antecedentemente al colpo di pistola sparato dall'arbitro o giudice di gara oppure al segnale di via.

## Atletica leggera
Nell'atletica leggera, lo starter (o, più propriamente, giudice di partenza) coordina la partenza degli atleti tramite comandi. Nelle gare fino ai 400 metri inclusi, così come nelle staffette 4×200 metri, svedese e 4×400 metri, i comandi devono essere "Ai vostri posti" (On your marks) e "Pronti" (Set); nelle gare superiori ai 400 metri, ad eccezione delle staffette sopra elencate, non è previsto il comando "Pronti". Questi comandi sono poi seguiti da un colpo di pistola, rivolta verso l'alto, del giudice di partenza.
La falsa partenza è ritenuta tale con un tempo di reazione inferiore a 1/10 di secondo. In eventi di alto livello e gare internazionali, il tempo è rilevato da sensori dinamometrici applicati ai blocchi; in altre gare, il controllo è demandato ai giudici di gara. L'atleta che si renda responsabile di tale infrazione è sanzionato con l'immediata squalifica: tale norma è stata introdotta dalla IAAF nel 2010.
In specialità di prove multiple, agli atleti è invece concessa una seconda possibilità di partenza.

## Nuoto
Nel nuoto, l'infrazione consiste nel tuffo anticipato o nella perdita d'immobilità nel tempo trascorso dall'avviso vocale («A posto», oppure «Take your mark» in lingua inglese) al fischio di partenza. L'eventuale errore è segnalato dallo starter, e verificato tramite i sensori posti sui blocchi: dal 2000, tramite una modifica regolamentare, è possibile decretarla (senza ripetizione) anche al termine della prova o batteria.
Anche in questo caso, viene punita con l'automatica squalifica.

## Sport motoristici
In sport motoristici, si ricorre a sensori annegati nell'asfalto per gare su circuito e alla fotocellula per enduro e rally: nel motocross, è presente una sbarra che si abbassa al comando di partenza.

## Sci alpino
Nello sci alpino e nello sci di fondo con partenza individuale, l'infrazione è rilevata da un cancelletto che aziona un contatto elettrico: si misura quindi il tempo effettivo di partenza, che risulta irregolare se precede oppure supera di 5" il segnale del cronometro.
In altri sport, per esempio nel podismo e nel ciclismo, la rilevazione è interamente affidata ai giudici di gara.